# Plecoptera fasciata
Plecoptera fasciata là một loài bướm đêm trong họ Erebidae.